# Maître des Jeux Borromée
Le Maître des Jeux Borromée (Maestro dei Giochi Borromeo) est un peintre italien anonyme du XVe siècle, qui fut actif à Milan. 

## Biographie
Ce nom de convention est donné à un peintre actif au début du XVe siècle à qui l'on attribue à partir d'un profil stylistique et d'éléments communs ou similaires, certaines œuvres restées anonymes.
L'épithète  dei Giochi Borromeo  provient d'un cycle de fresques de la Sala dei Giochi du Palazzo Borromeo à Milan qui au  XIXe siècle était attribué à Michelino da Besozzo. La plus récente critique propose plutôt les noms de Cristoforo Moretti et Giovanni Zenoni da Vaprio
Au même maître est attribuée la fresque Raccolta delle melograne originaire aussi du palazzo Borromeo et conservée à Angera dans la Rocca Borromeo.
Malgré une identification du maître restée douteuse, on peut remarquer dans son œuvre une influence du gothique international, avec son style de coiffes féminines de la peinture de Pisanello ainsi qu'une culture proche des Zavattari.

## Œuvres
- Fresques, Sala dei Giochi, Palazzo Borromeo, Milan.
- Raccolta delle melograne, fresque originaire du palazzo Borromeo, Rocca Borromeo, Angera